# Colombe (Isère)
Pour les articles homonymes, voir Colombe (homonymie).
Colombe est une commune française située dans le département de l'Isère, en région Auvergne-Rhône-Alpes.
Ancienne paroisse de la province du Dauphiné, la commune est positionnée dans la partie septentrionale du département de l'Isère entre les agglomérations lyonnaise et grenobloise. Colombe est en outre le siège de la communauté de communes de Bièvre Est.
Ses habitants sont dénommés les Colombins.

## Géographie

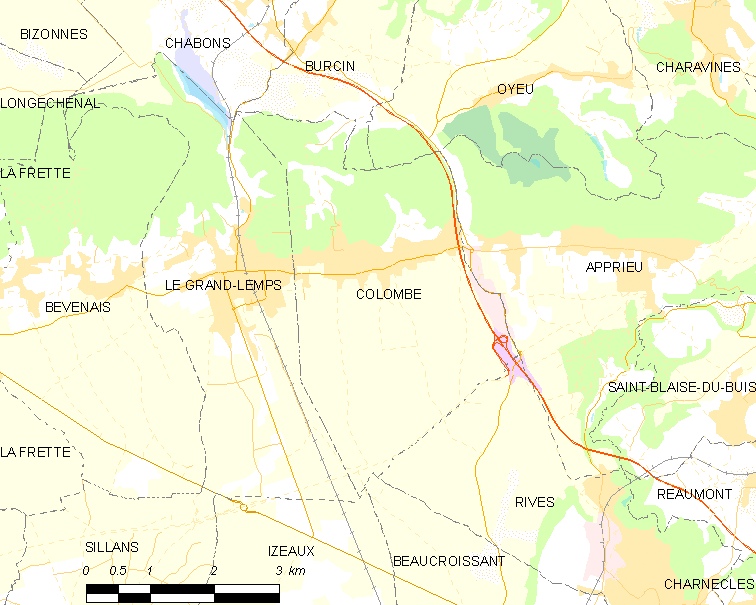
Plan de la commune et des communes limitrophes

### Situation et description
Colombe  est une commune qui a longtemps présenté un aspect nettement rural, mais depuis le XXe siècle et la création de la voie autoroutière Lyon-Grenoble, la commune héberge un ensemble industriel et commercial relativement important en sa périphérie. Son territoire se situe dans la partie septentrionale du département de l'Isère, entre les agglomérations locales de Bourgoin-Jallieu et de Voiron dans la partie orientale du plateau des Terres froides et de la plaine de Bièvre.
Le centre-ville (mairie de Colombe) se situe (par la route) à 76 km du centre de Lyon, préfecture de la région Auvergne-Rhône-Alpes et à 37 km de Grenoble, préfecture du département de l'Isère, ainsi qu'à 312 km de Marseille et 546 km de Paris.

### Géologie et relief
Indiquée par un panneau installé sur le parcours de l'autoroute A48 qui la traverse, la trouée de Colombe est une cluse sans cours d'eau la traversant, conséquence de la présence d'une ancienne langue glaciaire datant du Quaternaire.

### Communes limitrophes
| Châbons        | Burcin        | Oyeu    |
| Le Grand-Lemps | Colombe       | Apprieu |
| Izeaux         | Beaucroissant | Rives   |

### Hydrographie
Le territoire de la commune n'héberge aucun cours d'eau ou plan d'eau notable, la trouée de Colombe étant une vallée sèche considérée comme étant d'origine glaciaire.

### Climat
Pour des articles plus généraux, voir Climat d'Auvergne-Rhône-Alpes et Climat de l'Isère.
En 2010, le climat de la commune est de type climat océanique altéré, selon une étude du Centre national de la recherche scientifique s'appuyant sur une série de données couvrant la période 1971-2000. En 2020, Météo-France publie une typologie des climats de la France métropolitaine dans laquelle la commune est exposée à un climat de montagne ou de marges de montagne et est dans la région climatique  Alpes du nord, caractérisée par une pluviométrie annuelle de 1 200 à 1 500 mm, irrégulièrement répartie en été. 
Pour la période 1971-2000, la température annuelle moyenne est de 10,4 °C, avec une amplitude thermique annuelle de 17,4 °C. Le cumul annuel moyen de précipitations est de 1 224 mm, avec 10,3 jours de précipitations en janvier et 7,3 jours en juillet. Pour la période 1991-2020, la température moyenne annuelle observée sur la station météorologique de Météo-France la plus proche, « Grenoble-Saint-Geoirs », sur la commune de Saint-Étienne-de-Saint-Geoirs à 11 km à vol d'oiseau, est de 11,5 °C et le cumul annuel moyen de précipitations est de 915,1 mm,. Pour l'avenir, les paramètres climatiques de la commune estimés pour 2050 selon différents scénarios d'émission de gaz à effet de serre sont consultables sur un site dédié publié par Météo-France en novembre 2022.

### Voies de communication

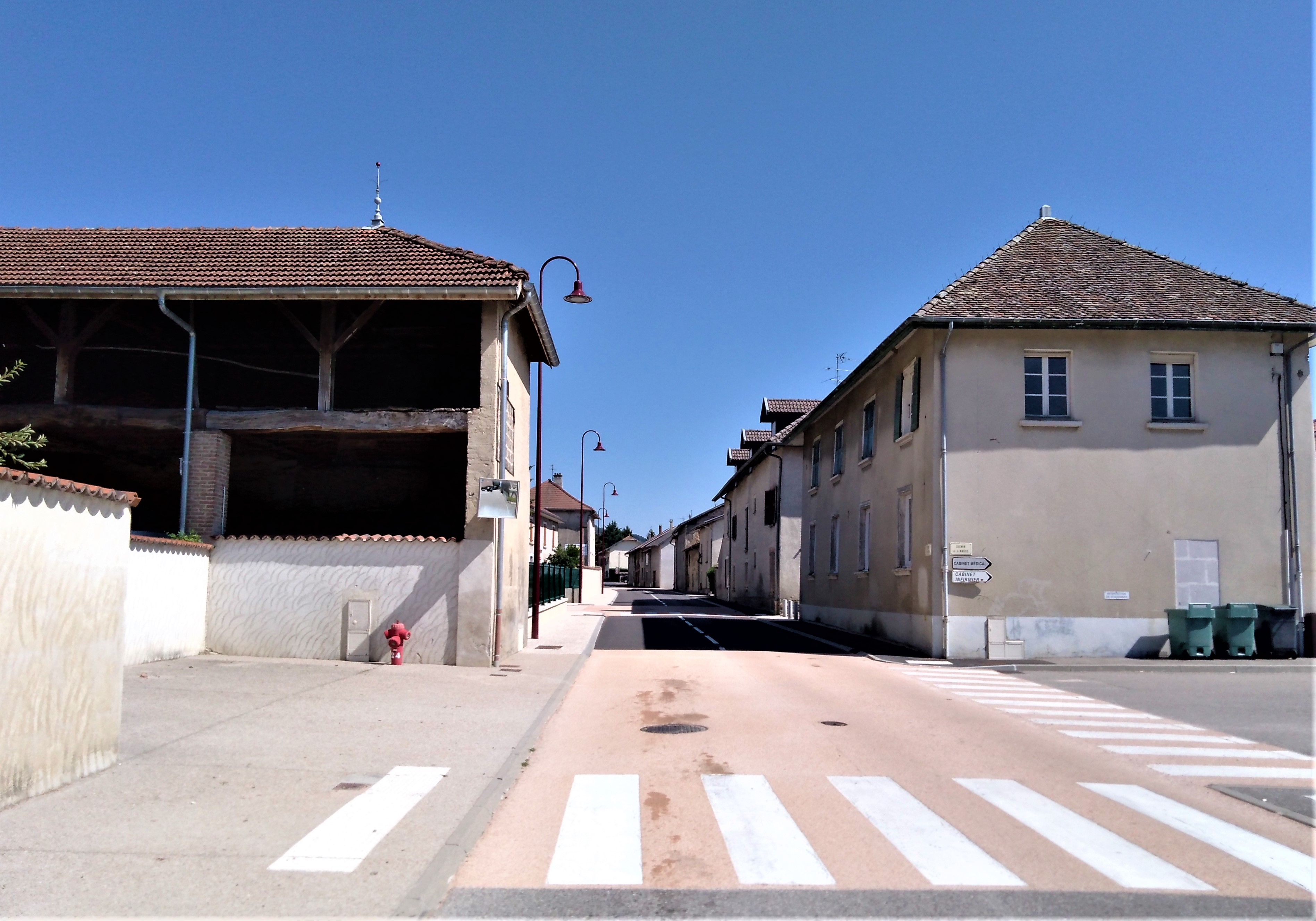
Colombe (Route du Gd Lemps)

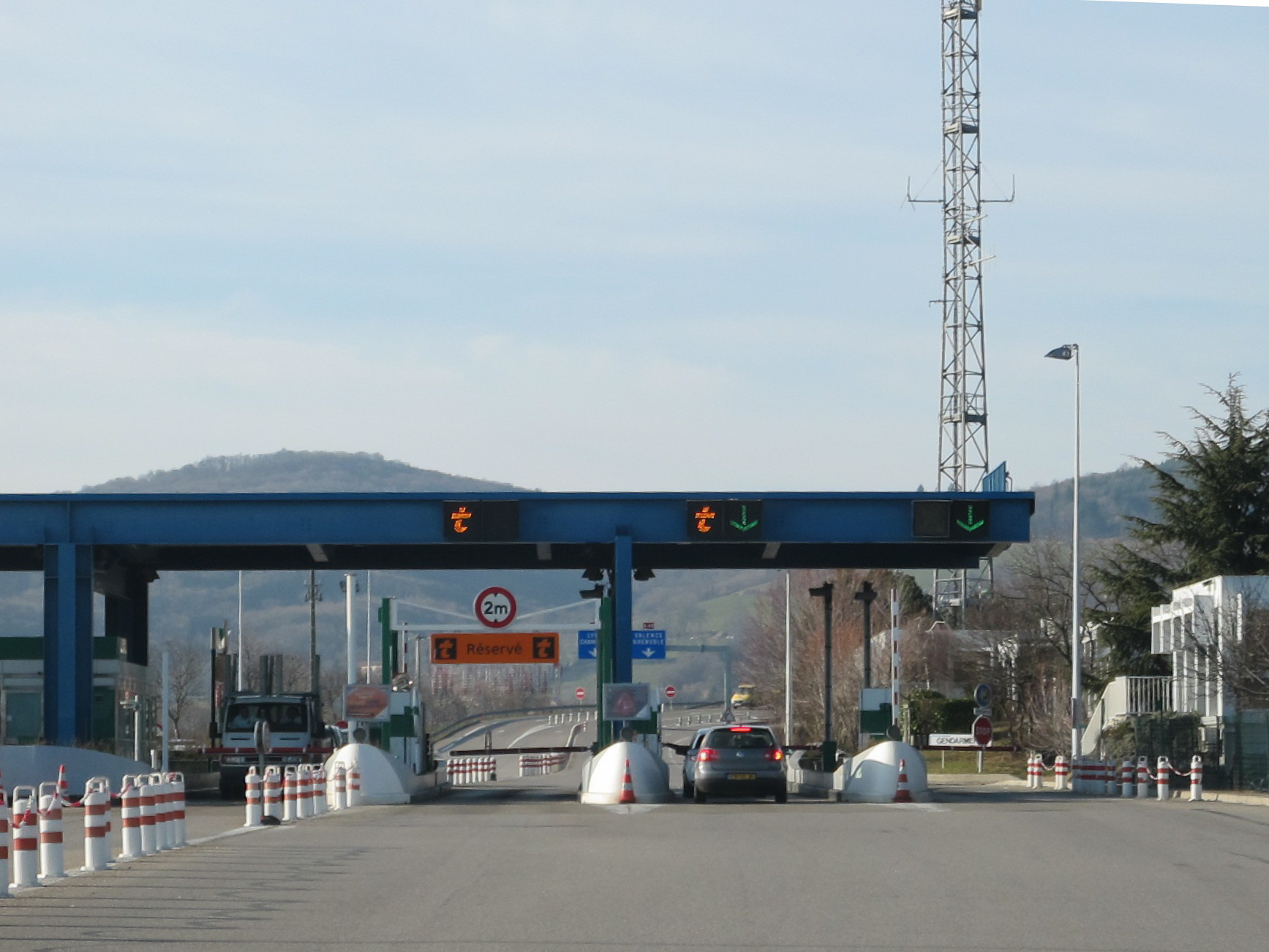
La barrière de péage de « Rives » est située sur le territoire de Colombe (source : IGN)

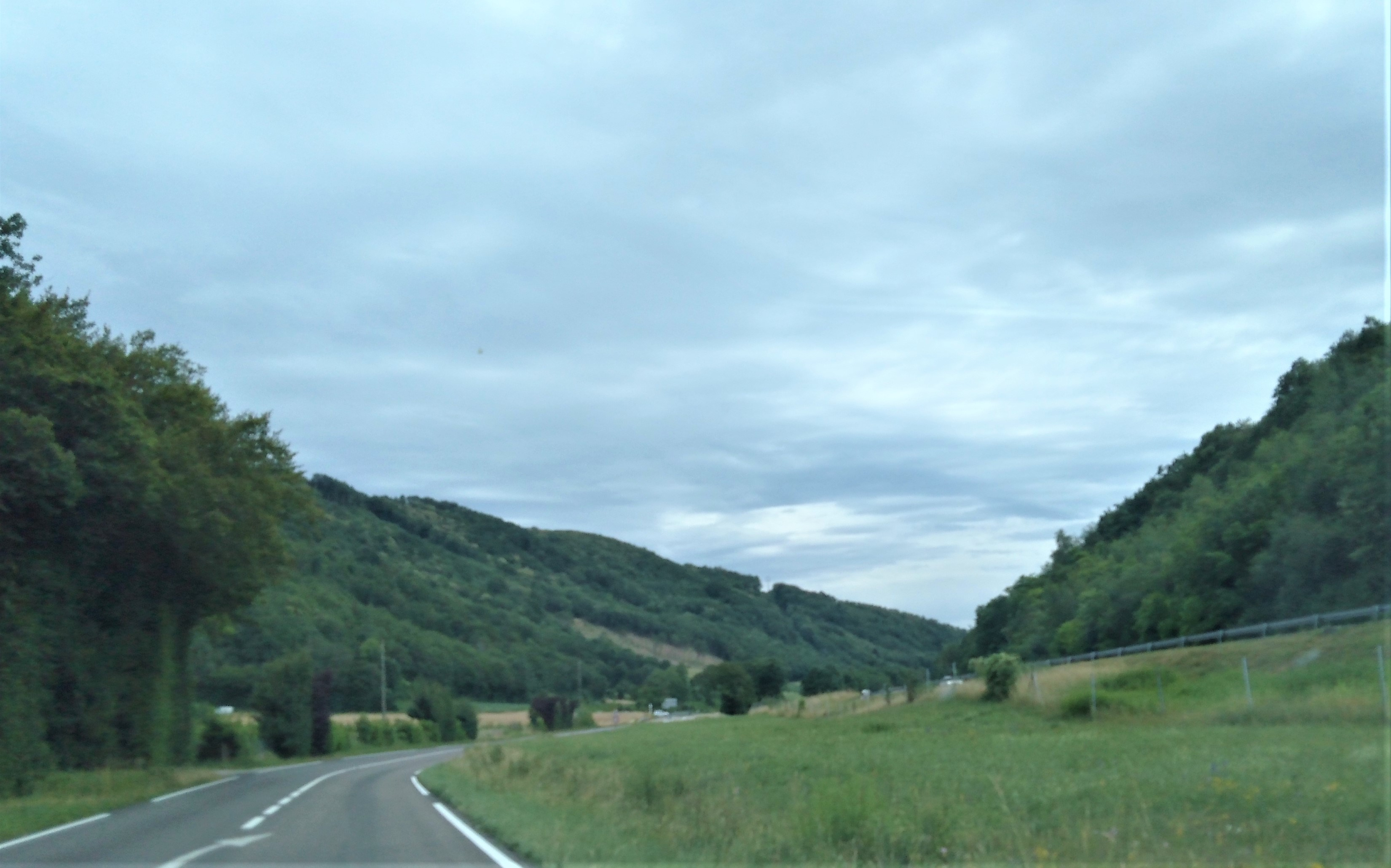
La RD 520 dans la trouée de Colombe en direction de Colombe

#### Voies routières
L'autoroute A48  qui relie l'agglomération Lyonnaise à celle de Grenoble longe la partie occidentale du territoire communal.
Colombe est directement desservie par cette voie autoroutière grâce à l'installation d'une bretelle d'accès qui est celle qui dessert l'agglomération de Rives.
- 9 Rives à 10 km : Rives, La Côte-Saint-André

Selon la carte IGN, consultable sur le site géoportail, le territoire communal est également traversé par plusieurs routes départementales :
- La RD520 qui correspond à l'ancien tracé de la RN520 qui autrefois reliait la ville de Bourgoin-Jallieu par Les Éparres à la commune des Échelles en Savoie. Cette route a été déclassée en route départementale lors de la réforme de 1972.
- La RD73a qui relie la RD520 et le bourg de Colombe au bourg voisin du Grand-Lemps, la RD519 qui relie le bourg avec celui de Beaucroissant et la RD50f qui rejoint la commune de Rives.

#### Chemins pédestres
Le Chemin de Compostelle partant de la ville de Genève en Suisse recueille les pèlerins suisses et allemands se rendant à la ville espagnole et aboutit à la via Podiensis tout en se confondant, dans son parcours français avec le chemin de grande randonnée GR65.
Le sentier suit le chemin des crêtes des collines qui dominent le lac de Paladru, puis les hauteurs du village de Colombe, avant de rejoindre le territoire du Grand-Lemps.
|  | Parcours Chemin de Saint-Jacques-de-Compostelle / via Gebennensis + via Podiensis • Genève (Suisse) • Les Abrets - Valencogne - Le Grand-Lemps (Isère) • Le Puy-en-Velay (Haute-Loire) • Nasbinals (Lozère) • Conques (Aveyron) • Figeac (Lot) • Moissac (Tarn-et-Garonne) • Aire-sur-l'Adour (Landes) • Col de Roncevaux (Espagne) |

## Urbanisme

### Typologie
Au 1er janvier 2024, Colombe est catégorisée bourg rural, selon la nouvelle grille communale de densité à sept niveaux définie par l'Insee en 2022.
Elle appartient à l'unité urbaine d'Apprieu-Le Grand-Lemps, une agglomération intra-départementale regroupant cinq  communes, dont elle est une commune de la banlieue,,. Par ailleurs la commune fait partie de l'aire d'attraction de Grenoble, dont elle est une commune de la couronne,. Cette aire, qui regroupe 204 communes, est catégorisée dans les aires de 700 000 habitants ou plus (hors Paris),.

### Occupation des sols
L'occupation des sols de la commune, telle qu'elle ressort de la base de données européenne d’occupation biophysique des sols Corine Land Cover (CLC), est marquée par l'importance des territoires agricoles (63,4 % en 2018), en diminution par rapport à 1990 (65,5 %). La répartition détaillée en 2018 est la suivante : 
terres arables (55,3 %), forêts (22,7 %), zones urbanisées (10,2 %), zones agricoles hétérogènes (5,2 %), zones industrielles ou commerciales et réseaux de communication (3,8 %), prairies (2,8 %). L'évolution de l’occupation des sols de la commune et de ses infrastructures peut être observée sur les différentes représentations cartographiques du territoire : la carte de Cassini (XVIIIe siècle), la carte d'état-major (1820-1866) et les cartes ou photos aériennes de l'IGN pour la période actuelle (1950 à aujourd'hui).

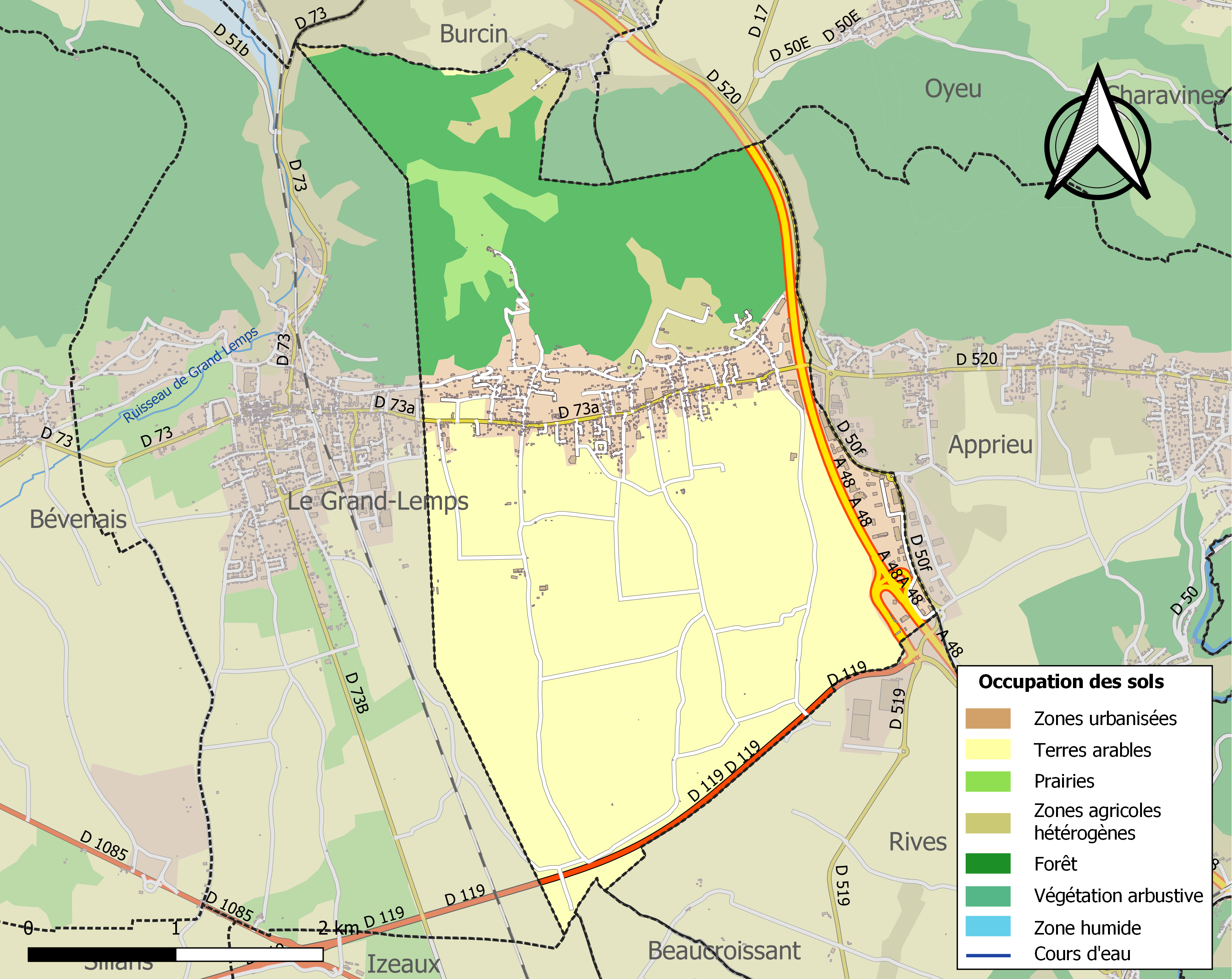
Carte des infrastructures et de l'occupation des sols de la commune en 2018 (CLC).

### Hameaux, lieux-dits et écarts
Voici, ci-dessous, la liste la plus complète possible des divers hameaux, quartiers et lieux-dits résidentiels urbains comme ruraux qui composent le territoire de la commune de Colombe, présentés selon les références toponymiques fournies par le site géoportail de l'Institut géographique national.
| - les Bourrelières - Cuetan ou Quétan - le Soulier (point culminant de la commune) - Croix de Futeau - Bois de la Renardière - la Valfroide (trouée de Colombe) - Bois Bourgugnon - Bois du Levant | - Grand Colombe - Bas Colombe - Bertine - le Penon - la Raffinière - la Chapelle - Tramoud - Pra Salat | - les Chataignaux - le Picoud - la Grande Croix - Croix de la Carrière - les Tâches - le Petit Molard - Zone d'activité des Grands Champs - Zone d'activité des Rivollaux (avec Apprieu) |

### Risques naturels et technologiques

#### Risques sismiques
L'ensemble du territoire de la commune de Colombe est située en zone de sismicité n°3, comme la plupart des communes de son secteur géographique, mais non loin de la zone n°4, située plus à l'est.
| Type de zone | Niveau            | Définitions (bâtiment à risque normal) |
| ------------ | ----------------- | -------------------------------------- |
| Zone 3       | Sismicité modérée | accélération = 1,1 m/s2                |

## Toponymie
Selon André Planck, auteur du livre L'origine du nom des communes du département de l'Isère, le nom de Colombe dériverait du mot latin « columbarium » qui désigne un pigeonnier.

## Histoire

### Préhistoire et Antiquité
Durant l'Antiquité, la région de Colombe et de la Bièvre est peuplée par les Allobroges, un peuple gaulois dont le territoire était situé entre l'Isère, le Rhône et les Alpes du Nord. À partir de -121, ce territoire, nommé Allobrogie, est intégré dans la province romaine du Viennois avec pour capitale la cité de Vienne qui était aussi le siège de l’ancien diocèse romain de Vienne. Ainsi, et jusqu'au Haut Moyen Âge, le territoire communal fait partie du Viennois.

## Politique et administration

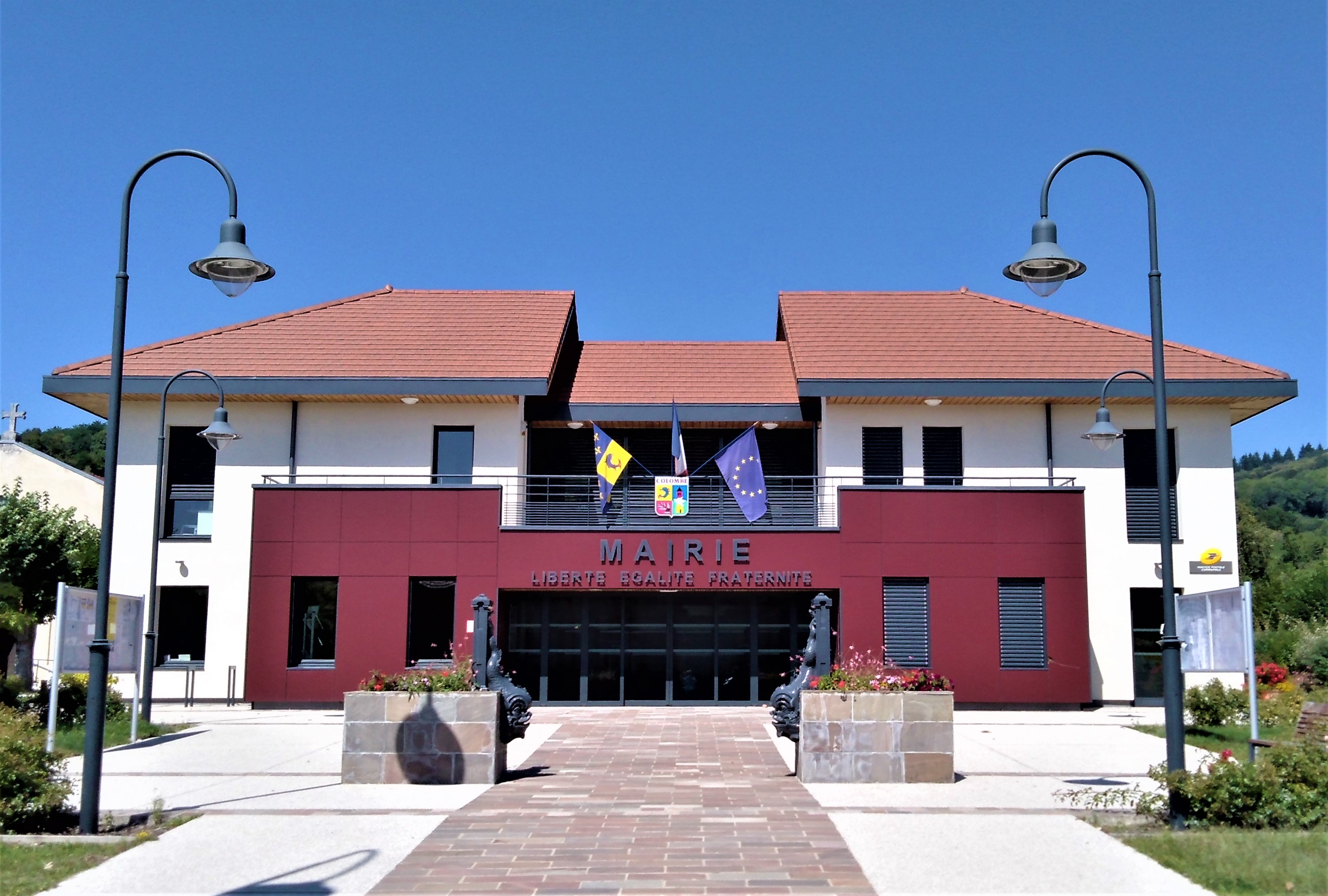
Mairie de Colombe

### Liste des élus
| Période                                  | Période  | Identité        | Étiquette | Qualité              |
| ---------------------------------------- | -------- | --------------- | --------- | -------------------- |
| mars 2001                                | 2020     | Robert Douillet | UDI       | Agriculteur retraité |
| 2020                                     | En cours | Martine Jacquin |           |                      |
| Les données manquantes sont à compléter. |          |                 |           |                      |

## Population et société

### Démographie
L'évolution du nombre d'habitants est connue à travers les recensements de la population effectués dans la commune depuis 1793. Pour les communes de moins de 10 000 habitants, une enquête de recensement portant sur toute la population est réalisée tous les cinq ans, les populations de référence des années intermédiaires étant quant à elles estimées par interpolation ou extrapolation. Pour la commune, le premier recensement exhaustif entrant dans le cadre du nouveau dispositif a été réalisé en 2007.

En 2022, la commune comptait 1 803 habitants, en évolution de +17,08 % par rapport à 2016 (Isère : +3,07 %, France hors Mayotte : +2,11 %).
| 1793 | 1800 | 1806 | 1821  | 1831  | 1836  | 1841  | 1846  | 1851  |
| ---- | ---- | ---- | ----- | ----- | ----- | ----- | ----- | ----- |
| 833  | 877  | 987  | 1 090 | 1 100 | 1 200 | 1 207 | 1 237 | 1 164 |

| 1856  | 1861  | 1866  | 1872  | 1876  | 1881 | 1886 | 1891 | 1896 |
| ----- | ----- | ----- | ----- | ----- | ---- | ---- | ---- | ---- |
| 1 133 | 1 123 | 1 069 | 1 023 | 1 020 | 979  | 946  | 926  | 847  |

| 1901 | 1906 | 1911 | 1921 | 1926 | 1931 | 1936 | 1946 | 1954 |
| ---- | ---- | ---- | ---- | ---- | ---- | ---- | ---- | ---- |
| 909  | 932  | 866  | 787  | 753  | 763  | 717  | 666  | 613  |

| 1962 | 1968 | 1975 | 1982 | 1990  | 1999  | 2006  | 2007  | 2012  |
| ---- | ---- | ---- | ---- | ----- | ----- | ----- | ----- | ----- |
| 629  | 644  | 724  | 857  | 1 171 | 1 434 | 1 446 | 1 446 | 1 470 |

| 2017  | 2022  | - | - | - | - | - | - | - |
| ----- | ----- | - | - | - | - | - | - | - |
| 1 574 | 1 803 | - | - | - | - | - | - | - |

### Enseignement
La commune est rattachée à l'académie de Grenoble.

### Médias
Le quotidien régional Le Dauphiné libéré, dans son édition locale Isère Nord, ainsi que l’hebdomadaire Les Affiches de Grenoble et du Dauphiné, relatent les informations locales liées à la commune et à la communauté de communes dont Colombe est le siège.
La commune est en outre dans le bassin d’émission des chaînes de télévision France 3 Alpes (France 3 Grenoble) et de téléGrenoble Isère, ainsi que de la radio locale France Bleu Isère.

### Cultes
La communauté catholique et l'église de Colombe (propriété de la commune) sont rattachées à la paroisse Notre-Dame-de-Milin (en référence à la chapelle Notre-Dame de Milin) qui comprend sept autres clochers. Cette paroisse est elle-même rattachée au diocèse de Grenoble-Vienne

## Culture et patrimoine

### Lieux et monuments

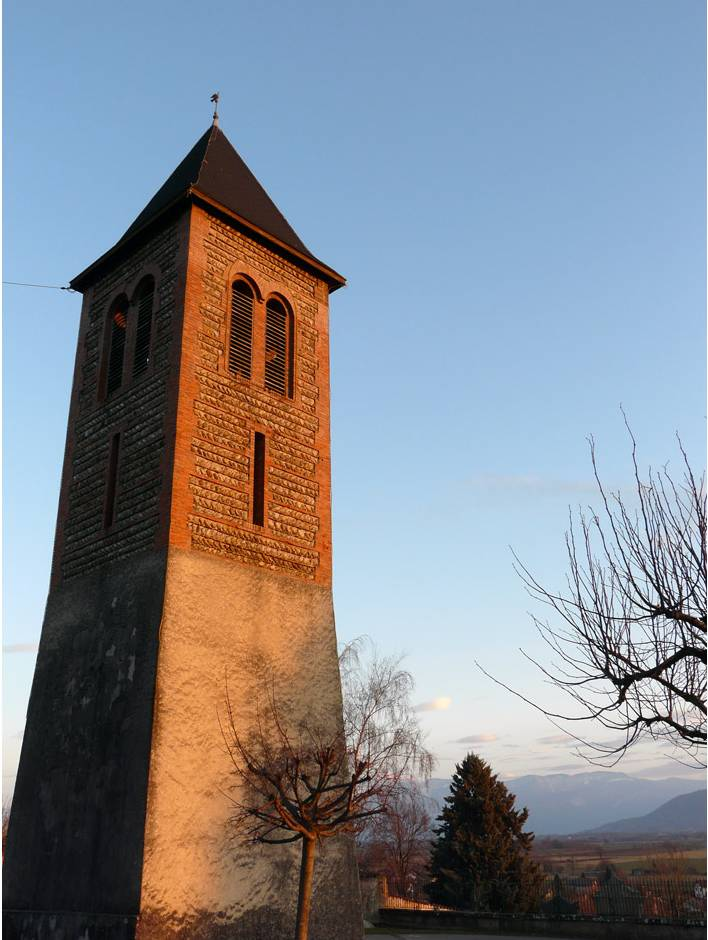
Beffroi à Colombe.

- L'église paroissiale Saint-Blaise de Colombe

L'édifice religieux qui date de la fin du XIXe siècle possède un beffroi ancien seule partie gardée de l'ancienne église. Une grande fresque moderne signée par le peintre français René-Maria Burlet, d'origine savoyarde et mort en 1994, orne le mur de l’église.

### Personnalités liées à la commune
- Eugène Chavant (1894-1969), Chef civil du maquis du Vercors, Compagnon de la Libération, né à Colombe en 1894,
- Mélina Robert-Michon, athlète française.

### Héraldique
| Blason de Colombe | Blason  | Parti ; au I) coupé d'or au dauphin d'azur, crêté, barbé, loré, peautré et oreillé de gueules et de gueules à une branche d'olivier de sinople * fruitée de deux pièces de sable et posée en bande; au II) coupé d'azur et de sinople à une tour de gueules * sur l'azur et d'or sur le sinople, ajourée, ouverte et essorée de sable, et à une colombe essorante d'argent brochant en cœur du II. |
| Blason de Colombe | Détails | * Il y a là non-respect de la règle de contrariété des couleurs : ces armes sont fautives (sinople/gueules et gueules/azur). Armes parlantes. Le statut officiel du blason reste à déterminer. |